# Китасиракава-но-мия Ёсихиса
 Ёсихиса, принц Китасиракава (1 апреля 1847 — 5 ноября 1895) — японский принц и военный деятель, 2-й глава дома Китасиракава-но-мия (1872—1895). Служил в японской императорской армии с 1887 по 1896 год, имел звание генерал-лейтенанта. Участвовал в Первой японо-китайской войне и японском завоевании Тайваня.

## Ранняя жизнь
Родился в Киото. Девятый сын принца Фусими Кунииэ (1802—1872), 20-го главы дома Фусими-но-мия (1817—1848). Стал буддийским священником под именем Риннодзи-но-мия. Принц служил настоятелем храма Канъэй-дзи в Эдо.

## ПериодБакумацу
Во время Войны Босин (1868—1869), когда войска княжеств Сацума и Тёсю, сражавшиеся на стороне императора Мэйдзи против сторонников сёгуната Токугава захватили Эдо, принц Ёсихиса бежал на север острова Хонсю, где был объявлен приверженцами бакуфу номинальным главой Северного союза. Этот недолговечный союз состоял почти из всех княжеств на севере Японии под руководством Датэ Ёсикуни, даймё Сэндай-хана.
После Реставрации Мэйдзи в 1872 году по императорскому указу все имперские принцы, ставшие в прошлом буддийские священниками, получили разрешение вернуться в светскую жизнь. В том же году принц Ёсихиса стал преемником своего младшего брата, принца Китасиракавы Сатонари (1850—1872), в качестве второго главы дома Китасиракава-но-мия.

## Военная карьера
Принц Китасиракава Ёсихиса стал профессиональным военным и был отправлен для прохождения военной подготовки в Германию. После своего возвращения в Японию в 1887 году принц получил звание генерал-майора Императорской армии. В 1893 году принц был произведен в генерал-лейтенанты и стал командующим 4-й дивизии Императорской армии.
В 1894—1895 годах принц Китасиракава Ёсихиса участвовал в Японо-китайской войне. Принц был переведён в элитную 1-ю дивизию Императорской армии и принял участие в японском вторжении на Тайвань. Во время вторжения заболел малярией и умер. Принц Ёсихиса стал самым первым членом императорской семьи, умершим за пределами Японии во время военных действий.

## Брак и семья
В апреле 1886 года принц Китасиракава Ёсихиса женился на Симадзу Томико (1862—1936), приемной дочери Хисамицу Симадзу (1817—1887) из княжества Сацума. Их брак был бездетным. Но у принца было пять сыновей от разных наложниц:
- князь Такэда Цунэхиса (22 сентября 1882 — 23 апреля 1919), 1-й глава дома Такэда-но-мия (1906—1919)
- граф Ёсиаки Футара (26 октября 1886 — 18 апреля 1909)
- князь Китасиракава Нарухиса (18 апреля 1887 — 2 апреля 1923), 3-й глава дома Китасиракава-но-мия (1895—1923)
- маркиз Комацу Тэрухиса (2 августа 1888 — 5 ноября 1970)
- граф Уэно Масао (16 июля 1890 — 16 февраля 1965)